# McGraw-Hill Education
McGraw-Hill Education è una casa editrice statunitense specializzata in libri di testo universitari e scientifici. Nacque nel 1917 come parte di McGraw-Hill Companies, ma fu poi scissa da quest'ultima nel 2013.
Il 26 novembre 2012, la McGraw-Hill annunciò che si sarebbe ritirata dal mercato dell'editoria scolastica e universitaria, vendendo quel settore alla Apollo Management per 2,5 miliardi di dollari. Il 22 marzo 2013, annunciò la conclusione dell'accordo di vendita per 2,4 miliardi di dollari. McGraw-Hill è stata poi rinominata in McGraw-Hill Financial; ed infine chiamata S&P Global.